# Basil de Dryïnoúpolis

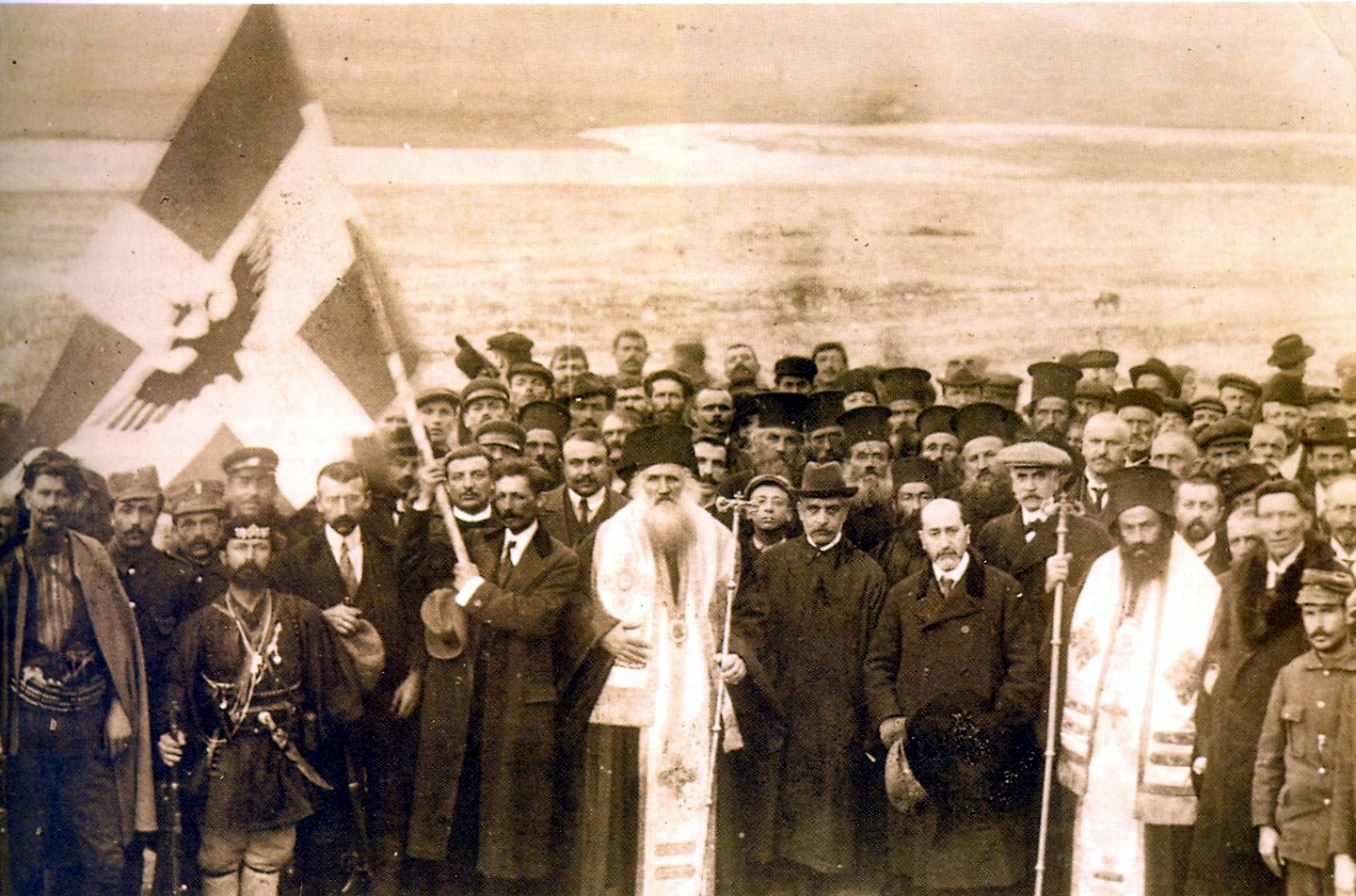
Photographie prise lors de la déclaration d’indépendance officielle de l’Épire du Nord, le 1er mars 1914. L'évêque Vasíleios de Dryïnoúpolis apparaît au centre.

Vasíleios ou Basil de Dryïnoúpolis (en grec moderne : Βασίλειος Δρυϊνουπόλεως), de son nom séculier Vasíleios Papachrístou (Βασίλειος Παπαχρήστου) est né en 1858 à Labove e Kryqit, dans le district de Gjirokastre, dans l'actuelle Albanie, et est décédé en 1936 en Grèce. Évêque de Dryïnoúpolis (actuelle Dropull, au Sud-Ouest de l’Albanie), c’est l’une des principales figures de l’orthodoxie nord-épirote des années 1910 et un membre du gouvernement de la République autonome d’Épire du Nord en 1914.

## Biographie
Appartenant à la minorité grecque d’Albanie, Vasileios de Dryinoupolis se montre peu satisfait de la cession de l’Épire du Nord à la principauté d’Albanie par le Protocole de Florence de 1913. Il participe donc au mouvement qui vise à réunir sa région à la Grèce. Mais, face à l’attitude d’Athènes qui craint d’indisposer les grandes puissances européennes, les irrédentistes épirotes décident de proclamer leur indépendance. 
C’est ainsi qu’en février 1914, monseigneur Vasileios est l’un des signataires de la déclaration d’indépendance de la République autonome d’Épire du Nord. Peu de temps après, il devient ministre de la Justice et de la Religion dans le gouvernement provisoire dirigé par Georgios Christakis-Zographos. 
Mais, en octobre de la même année, la Grèce ré-envahit l’Épire du Nord et proclame son annexion. Satisfaits de la situation, monseigneur Vasileios et les autres membres du gouvernement provisoire abandonnent le pouvoir à la nouvelle administration hellène. 
En septembre 1916, cependant, les troupes du royaume d’Italie et de la république française chassent les Grecs de la région. Rapidement, les Italiens ferment les écoles grecques des territoires placés sous leur juridiction. Ils expulsent également monseigneur Vasileios, qu’ils considèrent comme un agent de la Grèce. Face à cette situation, Vasileios proteste sans succès auprès du Premier ministre grec Elefthérios Venizélos.
Après la Première Guerre mondiale, l’Épire du Nord est rendu à l’Albanie et monseigneur Vasileios ne peut retourner dans sa région d’origine.